# Jack White (Offizier)
Jack White (* 22. Mai 1879 in Broughshane, County Antrim als James Robert White; † 2. Februar 1946 in Belfast) war britischer Offizier, Gewerkschafter und Gründer der Irish Citizen Army, einer sozialistischen republikanischen Miliz.

## Leben
Er war der Sohn von Sir George Stuart White. Nach dem Besuch des Winchester College und der Royal Military Academy Sandhurst trat er mit 18 Jahren als Offizier in die British Army ein, kämpfte im Zweiten Burenkrieg und wurde mit dem Distinguished Service Order ausgezeichnet. Danach diente er von 1901 bis 1905 als Adjutant für seinen Vater, der zu diesem Zeitpunkt Gouverneur von Gibraltar war.
Hier heiratete der Protestant White die Katholikin Mercedes „Dollie“ Mosley gegen den Widerstand beider Familien und obwohl er eine lebenslange Abneigung gegen die katholische Kirche verspürte.
1907 schied er im Rang eines Captain aus der britischen Armee aus und unternahm in der Folgezeit ausgiebige Reisen nach Böhmen, England und Kanada. Er kehrte 1912, nach dem Tod seines Vaters, nach Irland zurück. Konfrontiert mit der Ausbeutung und Unterdrückung der irischen Arbeiter bei seiner Ankunft in Dublin, ergriff White schnell Partei für die Arbeiterbewegung. Er war maßgeblich an der Gründung der Irish Citizens Army und deren Entwicklung und Organisation beteiligt, bis er 1914 die ICA im Streit mit anderen Führungsmitgliedern verließ.
White kommandierte anschließend eine Abteilung der National Volunteers und war in Frankreich in einem Ambulanzeinheit stationiert. 1916 kehrte er nach dem Osteraufstand zurück, um gegen die Exekution der Anführer zu protestieren. Im April 1916 wurde er in Wales verhaftet und später wegen Aufwiegelei inhaftiert. Bis 1922 saß er mehrere kurze Gefängnisstrafen ab.
Nach dem Erfolg der Oktoberrevolution tendierte White zunehmend zum linken Spektrum und erklärte sich 1922 zum "christlichen Kommunisten" und war in den 20er Jahren in der Irish Workers League und der Workers Party of Ireland sehr aktiv.
1931, jetzt aktiv in der Revolutionary Workers Party, wurde er nach einem Straßenkampf verhaftet, erneut inhaftiert und auf Grundlage des Special Powers Act von 1922 nach seiner Freilassung auf den Aufenthalt im Distrikt Limavady beschränkt, obwohl seine Tochter in Belfast zur Schule ging. Diese Ortsbeschränkung wurde erst 1935 aufgehoben.
1936 reiste White nach Spanien, um im Bürgerkrieg gegen Francos Faschisten zu kämpfen. Dort kam er in Kontakt mit der anarchistischen CNT-FAI, deren politische Haltung ihn weiter dem Kommunismus entfremdete und engagierte sich in London ab 1937 für die Spain and the World Bewegung.
In London heiratete er auch seine zweite Frau, Noreen Shanahan.
Ab 1938 lebte er hauptsächlich relativ zurückgezogen auf dem Familienanwesen in Broughshane, das er nach dem Tod seiner Mutter 1935 geerbt hatte, bis er 1946 in einem Pflegeheim infolge einer Krebserkrankung verstarb.